# Stichting Energy4All
Stichting Energy4All is een stichting die zich inzet voor kinderen met een energiestofwisselingsziekte.

## Geschiedenis
De stichting is in 2006 opgericht om professor Smeitink te ondersteunen bij het ontwikkelen van een medicijn tegen energiestofwisselingsziekten.
Omdat er vanuit de farmaceutische industrie relatief weinig belangstelling voor de ondersteuning van het onderzoeken naar geneesmiddelen voor energiestofwisselingsziekten is.
Behalve het hoofddoel van de stichting het geld inzamelen, houdt de stichting zich ook bezig met het organiseren van activiteiten voor kinderen met een energiestofwisselingsziekte.
En het onder de aandacht brengen van energiestofwisselingsziekten in de ruimste zin van het woord.
Op 5 augustus 2011 werd bekend dat Energy4All de nieuwe tijdelijke shirtsponsor van de Nijmeegse voetbalclub N.E.C. wordt.

## Doelstellingen
Vanuit de farmaceutische industrie is relatief weinig belangstelling voor (financiële) ondersteuning van onderzoek naar energiestofwisselingsziekten. Het wordt dan wel een zeldzame ziekte genoemd, toch worden er per week 1 à 2 kinderen geboren met deze ziekte en dat is best veel. Slechts 50% van deze kinderen haalt de leeftijd van 10 jaar. Als de diagnose wordt gesteld is het verschrikkelijk om te horen dat er nog geen enkel medicijn is tegen deze ziekte, maar het onderzoek naar een medicijn is al vergevorderd.
Hoofddoelstelling van de Stichting Energy4All is:
- Inzamelen van geld om het onderzoek naar een medicijn voor energiestofwisselingsziekten uit te breiden en te versnellen.

Verdere doelstellingen:
- Onder de aandacht brengen van energiestofwisselingsziekten in de ruimste zin van het woord.
- Organiseren van activiteiten voor kinderen met een energiestofwisselingsziekte.

Energy4All zet zich in om ervoor te zorgen dat binnen een paar jaar energiestofwisselingsziekten algemeen bekend zijn in Nederland en dat er een medicijn komt om deze ziekten zo snel mogelijk te kunnen stoppen.

## Energiestofwisselingsziekten
In Nederland worden per week 1 tot 2 kinderen geboren met een energiestofwisselingsziekte ook wel mitochondriële ziekte genoemd.
Heel simpel gezegd hebben ze een defecte batterij: hij laadt heel langzaam op, is maximaal halfvol, snel weer leeg en beschadigt het lichaam met zijn afvalstoffen.
Bij de mildste vorm betekent het dat patiënten vaak erg moe zijn en verschillende lichamelijke klachten hebben.
Wat gaat er dan verkeerd?
Alles draait op energie in je lichaam en de mitochondriën zijn als het ware de energiecentrales in ons lichaam. Zij maken van ons eten energie om onze batterij weer goed op te laden en zijn een belangrijk onderdeel van onze stofwisseling. Die energie zorgt dat organen functioneren en laat bijvoorbeeld de spieren goed bewegen.
Het aantal mitochondriën per cel staat in relatie tot de energiebehoefte van de cel. In sommige cellen zitten maar een paar mitochondriën, maar in andere cellen kunnen er wel meer dan duizend zitten, bijvoorbeeld die van het hart, de hersenen, de spieren en de ogen.
Door een fout in het DNA werken de mitochondriën bij een energiestofwisselingsziekte niet goed. U zult zich kunnen voorstellen dat dergelijke complexe cellulaire systemen kwetsbaar zijn en dit tot meer of minder grote problemen aanleiding kan geven. Omdat mitochondriën in vrijwel alle lichaamscellen aanwezig zijn, zal een falen van de normale energievorming leiden tot een verstoring van alle organen en weefsels.

## Klachten en symptomen
Met name die organen die de hoogste energiebehoefte hebben, zoals de hersenen, de hartspier en de skeletspier, zijn vaak het eerst aangetast. Deze problemen kunnen snel na de geboorte aanwezig zijn, maar ook pas op latere leeftijd duidelijk worden. Dat heeft te maken met het verschil in DNA waarop de fout ligt. Fouten van het DNA in de celkern geven vaak al in het eerste levensjaar klachten. Daarnaast kan de fout ook zitten in het stukje DNA dat in de energiecentrales zelf aanwezig is. Hierbij komen de klachten vaak pas op jongvolwassen leeftijd of later. Het merendeel van de patiënten is kind maar met een milde vorm van de ziekte kan je ook volwassen worden.
De belangrijkste klachten die zich bij de patiënten presenteren zijn spierzwakte en inspanningsintolerantie. Deze patiënten zijn na zo'n 100 meter lopen totaal uitgeput, alsof zij een marathon gelopen hebben! Als ook de hersenen en hartspier zijn aangedaan leidt dit onder andere tot een geestelijke handicap, epilepsie, verdikking van de hartspier en hartritmestoornissen.

## Mitochondriën
De benodigde energie voor ons lichaam wordt geproduceerd door de in de cel aanwezige 'energiecentrales': de mitochondriën. De processen die uiteindelijk leiden tot de vorming van energie zijn complex.
Voor de vorming, het instandhouden en het optimaal functioneren van de menselijke energie-centrales zijn naar schatting 2000-3000 genen nodig. Let wel, dit is plusminus 10% van het totaal aantal genen waarover, naar wij nu denken, de mens beschikt.
De 'energie'-genen, die op het erfelijkheidsmateriaal (het DNA) in zowel de celkern als in de energiecentrales gelegen zijn, worden vertaald in duizenden eiwitten/enzymen betrokken bij de stofwisseling.

## Onderzoek
Hieronder de meest recente status van het onderzoek naar energiestofwisselingsziekten, volgens doctor professor Jan Smeitink.
Het fundamenteel en toegepast onderzoek aan mitochondriën mag zich verheugen in een toenemende belangstelling. Dit is mede te danken aan recent verworven inzichten dat veel ziekten in de basis een probleem hebben in de energiestofwisseling van de cel. Zo zijn bepaalde kankersoorten geassocieerd met mutaties in mitochondriële genen en spelen bij de ziekte van Parkinson falende energiecentrales een rol. Niet in de laatste plaats is gebleken dat veel gebruikte medicijnen voor veelvoorkomende ziekten als epilepsie, kanker en aids een negatief effect hebben op de normale energieproductie. Het gevolg is dat er een verslechtering plaatsvindt in plaats van de zo gewenste stabilisering of verbetering van deze 'volksziekten'.
Zowel nationaal als internationaal wordt het belang van mitochondrieel onderzoek onderschreven. Zo hebben onderzoekers van het UMC St Radboud recent een belangrijke subsidie ontvangen voor hun onderzoek van NWO-ALW en ZonMW. De grootste uitdaging waarvoor wij op dit moment staan is de ontwikkeling van een medicijn voor deze groep van ziekten. Dat dit binnen vijf tot tien jaar binnen ons bereik ligt is zeer waarschijnlijk.
De eerste doorbraken zijn op celniveau recent behaald. Verder onderzoek naar de effecten van deze nieuwe klasse van geneesmiddelen is erg belangrijk en daar is veel geld voor nodig.